# Theophilos III. von Alexandria
Theophilos III. Pagkostas (* 1764 auf Patmos; † 24. Januar 1833 ebenda) war von 1805 bis 1825 griechisch-orthodoxer Patriarch von Alexandria.
Theophilos, 1798 bis 1805 Metropolit von Libyen, wurde 1805, nach dem Tod seines Vorgängers Parthenios II., zum Patriarchen von Alexandria gewählt. Aus Gesundheitsgründen ging er 1819 nach Patmos, ohne je nach Alexandria zurückzukehren. Er beteiligte sich aktiv an der Griechischen Revolution. Auf Druck der osmanischen Regierung wurde er 1825 durch den Ökumenischen Patriarchen von Konstantinopel abgesetzt. Theophilos starb verarmt auf Patmos und wurde im dortigen Johannes-Kloster beigesetzt.